# Сіра сова (письменник)
Сіра Сова (англ. Grey Owl, мовою індіанців оджибве Wa-sha-quon-asin Веша Куоннезін «Той, хто полює вночі», справжнє ім'я Арчибальд Стенсфелд Білейні, англ. Archibald Stansfeld Belaney; *18 вересня 1888, Гастінґс, Велика Британія — †13 квітня 1938) — канадський письменник-прозаїк англійського походження.

## Біографія і творчість
Про дитинство Сірої Сови (уродженого Арчибальда Стенсфелда Білейні) відомо небагато. Безперечним є той факт, що народився і ранні роки він провів у Гастінґсі в Англії. Мав неблагополучну родину, що також вплинуло на вибір 18-річного юнака, який марив історіями про індіанців та Північну Америку, емігрувати за океан у 1906 році. 
В Канаді Білейні спершу збирався вивчати сільськогосподарську науку в Торонто, але по якімсь часі вирушає на північ провінції Онтаріо, де побрався з індіанкою і згодом, назвавшися Сірою Совою, почав сам відчувати себе індіанцем. Ідіанцям і решті оточуючих він розповідав, що приїхав із США, і що його мати походила з племені апачів. Сіра Сова був лісничим і траппером, живучи в Онтаріо до початку Першої світової війни.
В 1915 році Сіру Сову призвали до армії і снайпером він був відправлений на театр воєнних дій до Франції. Його однополчани знали його саме як індіанця і навіть сумнівів не мали в його істинному походженні. В 1916 році його було двічі поранено, і зрештою його направили на лікування до Англії, де він провів понад рік у різних лікарнях (у пораненій нозі виявилася гангрена) і зрештою у вересні 1917 року відплив назад до Канади.
В 1925 році, під впливом своєї нової дружини, також індіанки (з племені ірокезів), Сіра Сова розпочав письменницьку діяльність. Спочатку він пише статті та нариси, що закликали любити і охороняти дику природу. Найбільшу популярність Сірій Сові приніс цикл статей, написаних у 1931 році на замовлення Канадської лісничої асоціації. В 1935—1936 рр. виходять друком три його художні книги: «Пілігрими дикої природи» (англ. Pilgrims of the Wild), «Саджо і люди-бобри» (англ. «Sajo and the Beaver People») та «Казки покинутого намету» (англ. «Tales of an Empty Cabin»). Деякі з них ілюстровані самим автором. 
У ці ж роки Сіра Сова кілька разів відвідує Англію, де виступає в індіанському національному костюмі, презентуючи свої книги й агітуючи за охорону природи. В 1937 році він навіть був представлений юним британським принцесам, у тому числі й майбутній англійській королеві  Єлизаветі.
Постійні переїзди і нелегке життя виснажили Сіру Сову. В 1938 році Сіра Сова у своїй хатині на березі озера Аджаван (провінція Саскачеван) помер від запалення легенів.

## Посмертна доля і вплив на сучасну культуру
Лише після смерті Сірої Сови знайшлися журналісти, які «докопалися» до правди — про те, що насправді Сіра Сова не мав індіанського коріння. Суспільство спочатку дуже негативно сприйняло цю звістку, але з часом громадська думка «реабілітувала» англійця з неординарною долею, літературним хистом і талантом захищати природу. Особа Сірої Сови набула популярності, а в Канаді стала зразком борця за індіанські права і природні багатства та національним символом.
Твори Сірої Сови були видані як в оригіналі, так і в перекладах іншими мовами, зокрема французькою, німецькою, російською тощо. У 1981 році київське республіканське дитяче видавництво «Веселка» випустило повість Сірої Сови «Саджо та її бобри» в українському перекладі, здійсненому С. Павличко.  
А в 1999 році кінематографістами Канади і Великої Британії (кінорежисер і продюсер Річард Аттенборо) було знято стрічку «Сіра Сова», яка розповідала про життя і творчість письменника, де його образ утілив актор Пірс Броснан.